# Смерть пікадора
«Смерть пікадо́ра» (ісп. «La muerte del picador»), або «Удар рогом пікадора» (ісп. «Cogida de un picador»), — картина іспанського живописця та гравера Франсіска Гойї. Картину створено 1793 року, невдовзі після важкої хвороби, яка спричинила глухоту в художника.
Картина присвячена тавромахії — популярному в Іспанії змаганню людини з биком (кориді). На картині зображено, як розлючений бик підхопив пікадора, проткнувши йому рогом стегно. Пікадор наче висить знепритомнілий. Передніми ногами бик стрибає на поваленого коня. Інші учасники кориди щосили намагаються утихомирити оскаженілого бика та врятувати життя пікадору: один тягне тварину за хвіст, інші списами завдають ударів по тілу. Навколо лежать розкидані речі. У цей час з трибуни за трагедією, яка відбувається на пісковій арені, напружено спостерігають глядачі.